# Collegio uninominale Campania - 04 (2017)
Il collegio elettorale uninominale Campania - 04 è stato un collegio elettorale uninominale della Repubblica Italiana per l'elezione del Senato tra il 2017 ed il 2022.

## Territorio
Come previsto dalla legge elettorale italiana del 2017, il collegio era stato definito tramite decreto legislativo all'interno della circoscrizione Campania.
Era formato dal territorio di 20 comuni: Bacoli, Barano d'Ischia, Calvizzano, Casamicciola Terme, Casandrino, Forio, Giugliano in Campania, Ischia, Lacco Ameno, Marano di Napoli, Melito di Napoli, Monte di Procida, Mugnano di Napoli, Pozzuoli, Procida, Qualiano, Quarto, Sant'Antimo, Serrara Fontana, Villaricca.
Il collegio era quindi interamente compreso nella città metropolitana di Napoli.
Il collegio era parte del collegio plurinominale Campania - 02.

## Eletti
| Elezione | Elezione | Senatore                  | Partito            |
| -------- | -------- | ------------------------- | ------------------ |
|          | 2018     | Maria Domenica Castellone | Movimento 5 Stelle |

## Dati elettorali

### XVIII legislatura
Come previsto dalla legge elettorale, 116 senatori erano eletti con sistema a maggioranza relativa in altrettanti collegi uninominali a turno unico.
| Candidati              | Candidati                           | Voti    | %     | Liste                           | Voti    | %     |
| ---------------------- | ----------------------------------- | ------- | ----- | ------------------------------- | ------- | ----- |
|                        | Maria Domenica Castellone ✔️ Eletto | 140 015 | 53,42 | Movimento 5 Stelle              | 140 015 | 53,42 |
|                        | Flora Beneduce                      | 75 918  | 28,97 | Forza Italia                    | 56 247  | 21,46 |
| Lega                   | Flora Beneduce                      | 75 918  | 28,97 | 10 600                          | 4,04    |       |
| Fratelli d'Italia      | Flora Beneduce                      | 75 918  | 28,97 | 6 027                           | 2,30    |       |
| Noi con l'Italia - UDC | Flora Beneduce                      | 75 918  | 28,97 | 3 044                           | 1,16    |       |
|                        | Giovanna Palma                      | 31 244  | 11,92 | Partito Democratico             | 27 506  | 10,49 |
| +Europa                | Giovanna Palma                      | 31 244  | 11,92 | 2 099                           | 0,80    |       |
| Italia Europa Insieme  | Giovanna Palma                      | 31 244  | 11,92 | 873                             | 0,33    |       |
| Civica Popolare        | Giovanna Palma                      | 31 244  | 11,92 | 766                             | 0,29    |       |
|                        | Carlo Morra                         | 7 021   | 2,68  | Liberi e Uguali                 | 7 021   | 2,68  |
|                        | Antonio Rega                        | 3 644   | 1,39  | Potere al Popolo!               | 3 644   | 1,39  |
|                        | Beniamino Casale                    | 1 832   | 0,70  | Il Popolo della Famiglia        | 1 832   | 0,70  |
|                        | Benito Lubrano                      | 1 215   | 0,46  | CasaPound                       | 1 215   | 0,46  |
|                        | Irene Amato                         | 765     | 0,29  | Italia agli Italiani            | 765     | 0,29  |
|                        | Antonio Barbagallo                  | 309     | 0,12  | Per una Sinistra Rivoluzionaria | 309     | 0,12  |
|                        | Anna Spavone                        | 125     | 0,05  | PRI - ALA                       | 125     | 0,05  |
| Totale                 | Totale                              | 262 088 | 100   |                                 | 262 088 | 100   |
|                        |                                     |         |       |                                 |         |       |
| Voti non validi        | Voti non validi                     | 6 789   | 2,52  |                                 |         |       |
| Votanti                | Votanti                             | 268 877 | 64,63 |                                 |         |       |
| Elettori               | Elettori                            | 416 008 |       |                                 |         |       |